# Conoclypus
Conoclypus is een geslacht van uitgestorven zee-egels, en het typegeslacht van de familie Conoclypidae. Vertegenwoordigers van dit geslacht zijn slechts als fossiel bekend.

## Soorten
- Conoclypus besairiei Lambert, 1936 †
- Conoclypus boncevi Gocev, 1933 †
- Conoclypus dallonii Lambert, 1933 †
- Conoclypus gotshevi Sapoundjieva, 1964 †
- Conoclypus lamberti Villatte, 1966 †
- Conoclypus pilgrimi Davies, 1926 †
- Conoclypus pinfoldi Gill, 1953 †
- Conoclypus sanctispiritensis Sánchez Roig, 1949 †
- Conoclypus warthi Davies, 1926 †
- Conoclypus westraliensis Crespin, 1944 †